# Den grimme ælling og mig
Den grimme ælling og mig er en dansk animationsfilm fra 2006, der er instrueret af Michael Hegner, Karsten Kiilerich efter manuskript af dem selv og Mark Hodkinson.

## Handling
H.C. Andersens klassiske historie om den grimme ælling, der bliver til en smuk svane, er forlægget for denne 3-D animerede komedie. Med et uortodokst greb føres fortællingen op til i dag, hvor hovedpersonen Rotto er en succeshungrende impresariorotte med nærhedsangst, der overbeviser alle om, at han er ællingens far. Verdens grimmeste ælling og Rotto sætter af sted på en farefuld rejse mod Det Store Gennembrud, men forude venter både farlige modstandere, teenageproblemer og uventende faderfølelser.